# Absa Salla
Absa Salla (łac. Diocesis Absasallensis) – stolica historycznej diecezji w Cesarstwie rzymskim w prowincji Afryka Prokonsularna, sufragania metropolii Kartagina. Wzmiankowana w VII wieku. Współcześnie leży w Tunezji. Obecnie katolickie biskupstwo tytularne.

## Biskupi tytularni
| Lp. | Biskup                 | Funkcja                                         | Od                | Do               |
| --- | ---------------------- | ----------------------------------------------- | ----------------- | ---------------- |
| 1   | Domenico Ferrara MCCJ  | prefekt apostolski Mupoi (Sudan)                | 15 marca 1966     | 21 września 1998 |
| 2   | Lawrence Pius Dorairaj | biskup pomocniczy Madrasu i Myliaporu (Indie)   | 28 listopada 1998 | 13 stycznia 2012 |
| 3   | Christopher Glancy CSV | biskup pomocniczy Belize City-Belmopan (Belize) | 18 lutego 2012    |                  |